# 津大門シネマ
津大門シネマ（つだいもんシネマ）は、かつて三重県津市大門32-3にあった映画館。
2001年（平成13年）4月9日に閉館した津東宝劇場の建物や設備を用いて、2004年（平成16年）3月20日に津大門シネマが開館した。140席の1スクリーンを有しており、主にミニシアター系の作品を上映した。5年後の2009年（平成21年）7月20日に閉館した。

## 基礎情報
- 所在地 : 〒514-0027 三重県津市大門32-3（津観音仲見世通り）
- 運営 : 津シネマ・フレンズ
- 支配人 : 谷口嘉吉
- スクリーン : 140席

## 特色

### サービス
運営は会員数約1,200人の津シネマ・フレンズであり、津シネマ・フレンズ代表の谷口嘉吉が支配人を務めた。開館に先立ってスクリーンの張替えや映写機の取り換えなどを行っているが、暖色系の内装は津シネマ・フレンズの会員が手掛けた。津東宝劇場の支配人だった小林賢司は津大門シネマの開館にあたって改装費の500-600万円を負担しており、谷口も改装費の一部を負担している。公式ウェブサイトの管理も津シネマ・フレンズの会員が行っていた。駐車場料金の無料化、女性用のひざ掛けの貸出サービスなどを行って固定客をつかんでいた。
1週間に2本の作品を、交互に1日5回上映していた。作品は2週間ごとに入れ替えていたため、1年間に約50作品を上映していた。料金は一般1600円、高大生1300円、中学生以下1000円、60歳以上1100円。毎月1日は1000円であり、水曜日はレディースデーで女性のみ1000円だった。入場料は1人平均1200円であり、1か月で約175万円の収入がある。1か月の収入の半分はフィルム代に消え、残りの半分で家賃・光熱費・従業員の人件費を賄っていたが、支配人の谷口自身は無給で働いていた。
スクリーンと客席は昔ながらのスクリーンカーテンで区切られ、休憩中にはクラシック音楽が流れた。上映開始を告げるブザーはなく、スクリーンカーテンがさらさらと開いて上映が始まった。

### 上映作品・観客層
津大門シネマでは主にミニシアター系の作品を上映していた。津大門シネマが開館するまでは津市近辺の映画館でミニシアター系の作品が上映されることは少なく、わざわざ津市から愛知県名古屋市の映画館に通う人もいた。邦画、ヨーロッパ映画、アジア映画、南アメリカ映画などさまざまな国の作品が上映された。
客の9割は30代から70代が中心の女性であり、朝一番の上映には特に主婦が多い。午前中に映画を鑑賞した後、大門大通り商店街で昼ご飯を食べて買い物を楽しむ観客が多かった。学生などの若者は少なく、観客の年齢層が高いため、中高年が主人公の作品を上映することも多い。入館者数は土日で80-100人ほどだった。谷口は「津で当たるのは、原作のしっかりした文芸映画やクラシックなどの音楽映画」、「津市ではなぜか人気映画が当たらない。でもほかで当たらない音楽映画などが人気になるんですよ」、「津市で受けるのは文芸作品や難病もの」などと語る。

## 歴史

### 年表
- 1898年（明治31年） : 芝居小屋の曙座が津観音境内に開館。
- 1950年（昭和25年）頃 : 曙座が移転して跡地に第一劇場が開館。
- 1957年（昭和32年）3月5日 : 第一劇場が大門32-3の現在地に移転。
- 1958年（昭和33年） : 第一劇場が津東宝劇場に改称。
- 2001年（平成13年）4月9日 : 津東宝劇場が閉館。
- 2004年（平成16年）3月20日 : 津東宝劇場跡地に津大門シネマが開館。
- 2009年（平成21年）7月20日 : 津大門シネマが閉館。
- 2024年（令和6年）10月：建物解体[10]。

### 前身の映画館
| 2000年の津市の映画館（4館） | 2000年の津市の映画館（4館） |
| --------------------------- | --------------------------- |
| 津東映シネマ1（八町1-1-3）  | →2001年12月閉館             |
| 津東映シネマ2（八町1-1-3）  | →2001年12月閉館             |
| 津東宝劇場（大門32-3）      | →2001年4月9日閉館           |
| 津スカラ座（南丸之内12-25） | →2001年1月21日閉館          |

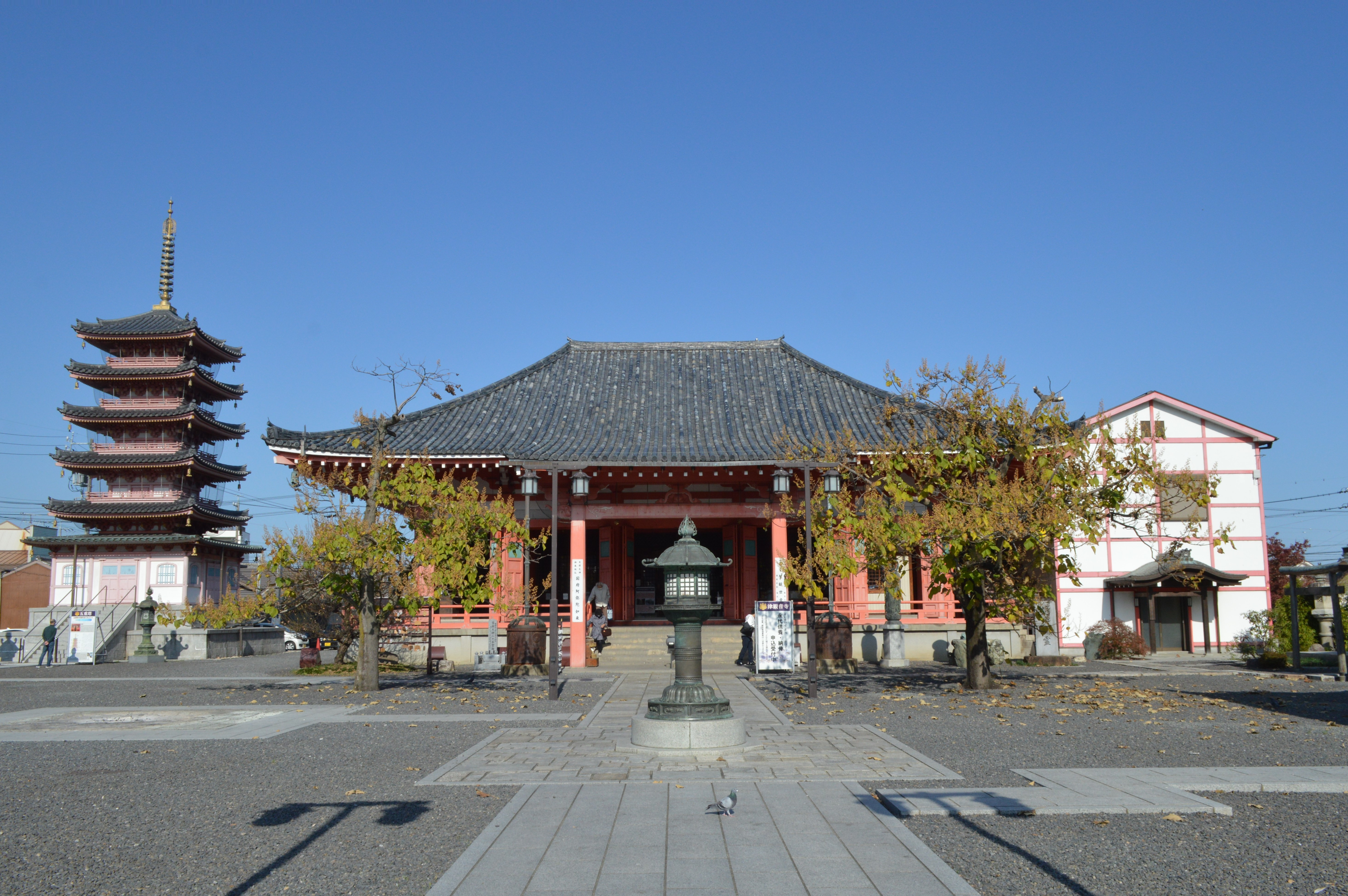
津市大門にある津観音

1898年（明治31年）に津市大門の津観音境内に開館した芝居小屋の曙座は、大正時代に芝居小屋から映画館に改装した。太平洋戦争後の1950年（昭和25年）頃には曙座が西300メートルの地点に移転し、跡地の建物は第一劇場に改称された。第一劇場は1957年（昭和32年）に津観音仲見世通りの現在地に移転した。
1958年（昭和33年）には第一劇場が津東宝劇場に改称し、1966年（昭和41年）には小林賢司が先代の跡を継いで支配人となった。三重県の県庁所在地である津市の中心部には最盛期に10館の映画館があったが、家庭へのテレビの普及などもあって閉館が相次ぎ、1989年（平成元年）の三重県の従来型映画館は21館にまで減少していた。
2000年（平成12年）12月15日に7スクリーンを有するワーナー・マイカル・シネマズ津（現：イオンシネマ津）が開館すると、2001年（平成13年）4月9日には津東宝劇場が45年の歴史に幕を閉じて閉館した。2001年（平成13年）1月21日には近鉄名古屋線津新町駅近くの津スカラ座も、同年12月には津新町駅前の津東映シネマも閉館している。津東宝劇場の閉館によって繁華街の大門から映画館がなくなった。

### 谷口嘉吉と津シネマ・フレンズ

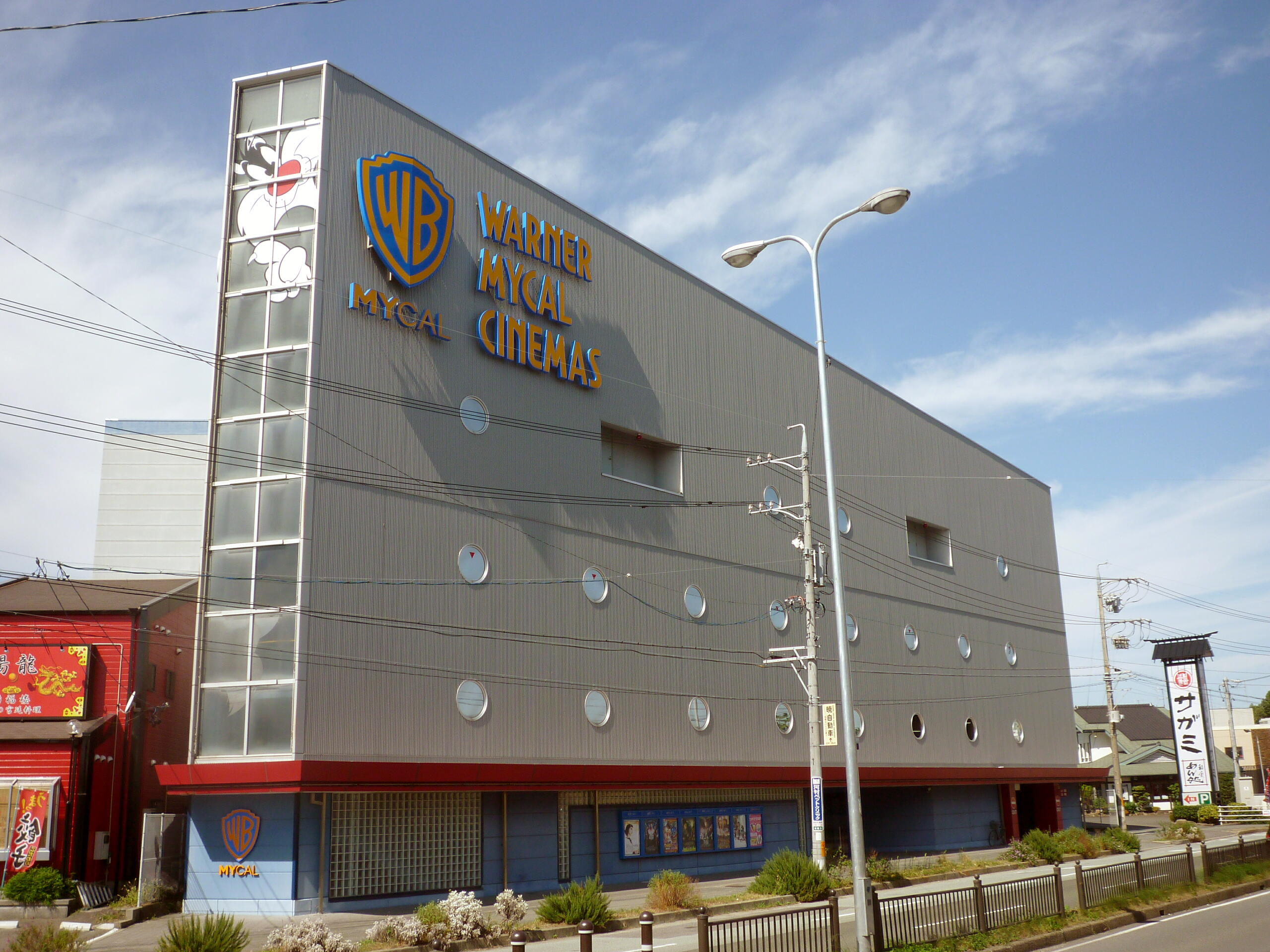
津東宝劇場閉館の要因となったワーナー・マイカル・シネマズ津

1931年（昭和6年）3月3日に津市に生まれた谷口嘉吉は、三重県立農林学校（現・三重県立久居農林高等学校）卒業後に中日会館の中日映画劇場に入り、20代で企画部長に抜擢されるなどした後、中日会館の役員も務めた。谷口はまだ会社員だった1984年（昭和59年）に自主上映グループの津シネマ・フレンズを設立し、年間7-8回は単館系作品を上映した。600席の津リージョンプラザお城ホールなどを会場とし、満席近くの観客を集めたこともある。1989年（平成元年）の三重県には21館の従来型映画館があったが、1995年（平成7年）に三重県初のシネマコンプレックス（シネコン、複合映画館）が桑名市に開館してから、従来型映画館は閉館が相次いだ。
2000年（平成12年）に7スクリーンを有するワーナー・マイカル・シネマズ津が開館すると、津シネマ・フレンズの会員数は目に見えて減少し、2001年（平成13年）には解散の危機にも陥った。谷口は同年夏の上映会を「最後の上映会」と覚悟していたが、「上映日だけは遠くに嫁いだ妹に母を預けて来ている。この映画会だけが慰めだった」「津の文化がなくなる」という会員たちの言葉に刺激を受けて継続を決意した。
文化庁が名画のフィルムを民間や公的機関に貸し出す事業を活用し、2003年（平成15年）9月20日から9月23日には津東宝劇場跡地で「第1回津市民名作映画フェスティバル」が開催され、黒澤明監督作品やマキノ雅弘監督作品などが上映された。この事業は行政が主導して活用することが多く、民間主体は珍しいという。津東宝劇場元支配人の小林や津シネマ・フレンズ代表の谷口などが実行委員を務めている。このイベントでの観客の反応が上々だったことから、谷口は常設映画館の再開を検討し始めた。
津大門シネマの開館直前の2004年（平成16年）3月、谷口は健康診断で前立腺がんと診断されて「余命5年」と宣告された。しかし開館後には投薬治療を続けながら支配人の仕事をこなし、朝9時半から夜21時過ぎまで映画館に立った。

### 津大門シネマの開館

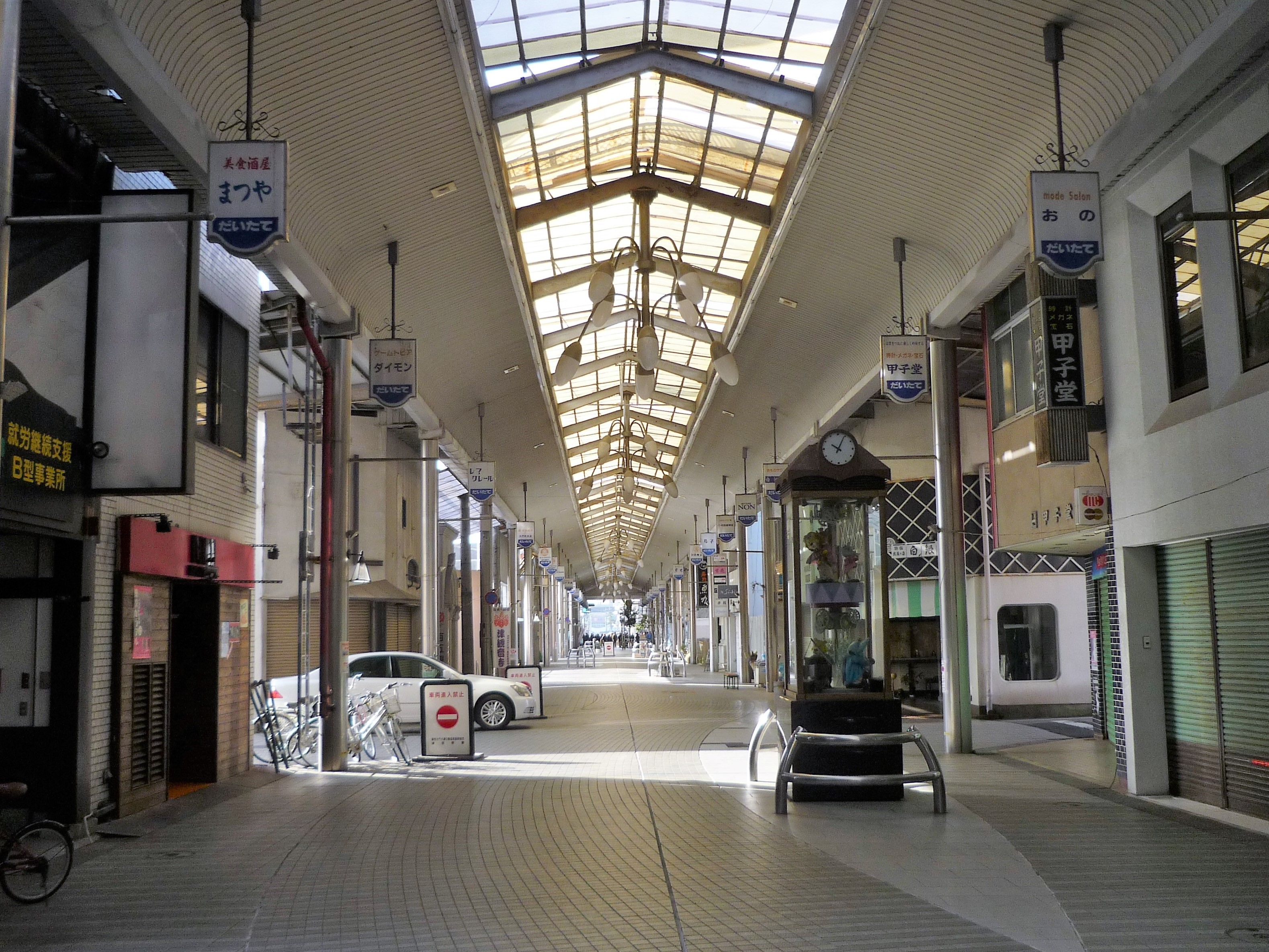
大門大通商店街

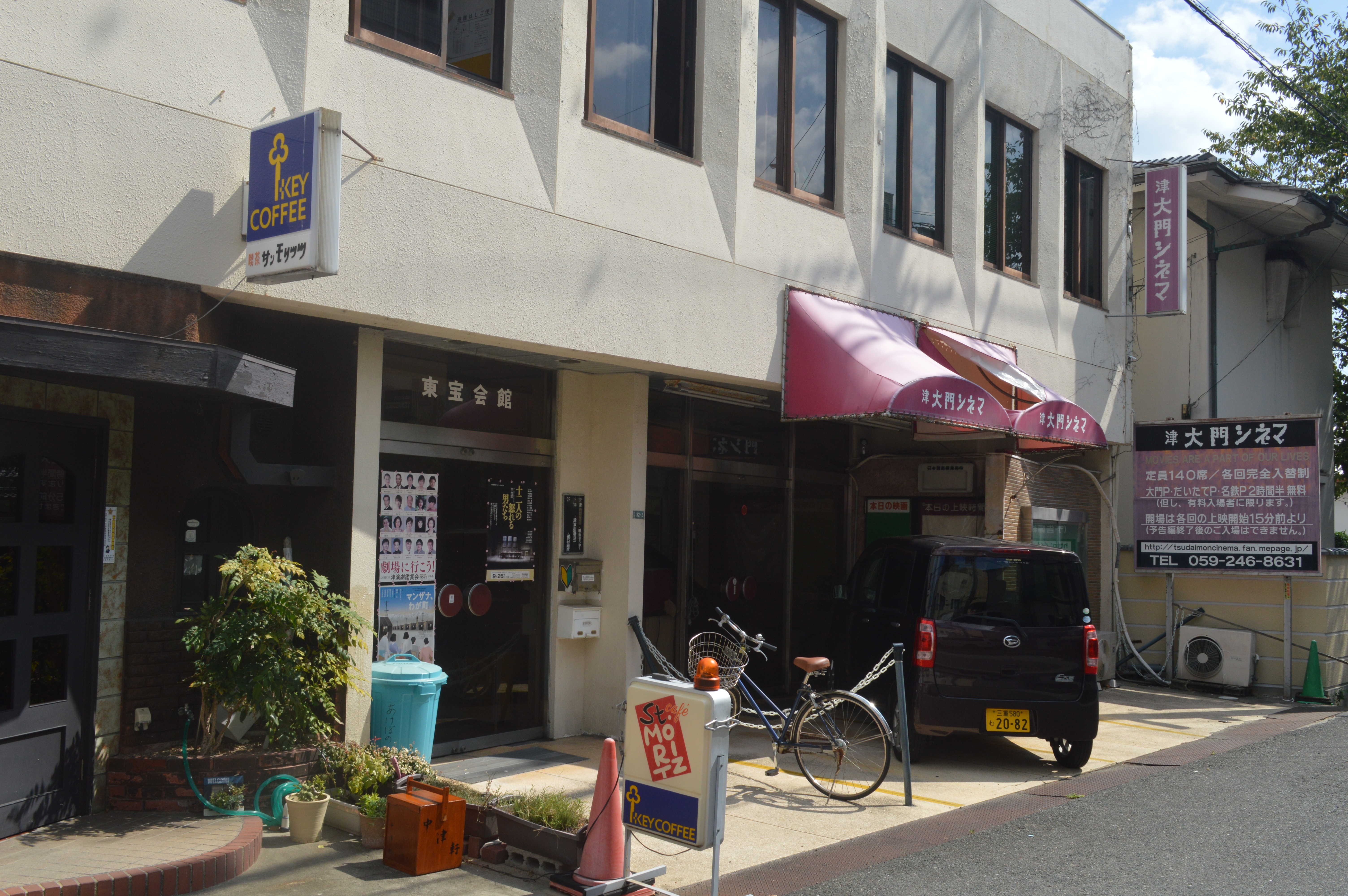
津大門シネマの入口

津東宝劇場の閉館から約3年が経った2004年（平成16年）3月20日、谷口を支配人として津大門シネマが開館した。大門地区の人々から「大門」を映画館の名前に付けてほしいとの要望を受けたことから、津東宝劇場時代にはなかった「大門」が館名に入っている。3月20日から4月2日までの上映作品は、中国映画『再見 また逢う日まで』とスペインのペドロ・アルモドバル監督作『トーク・トゥ・ハー』。なお前日の3月19日には中国映画の特別試写会を行い、約70人が集まっている。4月3日以後にはフリーダ・カーロの人生を描いた『フリーダ』、さだまさしの自伝的作品『精霊流し』、フランスのフランソワ・オゾン監督作『8人の女たち』などを上映した。
2004年3月20日の開館からの半年間でもっとも観客数が多かったのはイ・ビョンホン主演の韓国映画『純愛中毒』であり、観客動員数は他作品の約3倍だった。この作品を鑑賞するために大阪市や名古屋市からも女性客が訪れたという。三重県名張市でロケが行われた『赤目四十八滝心中未遂』は、159分という上映時間の長さから他館が上映を敬遠したが、津大門シネマでは開館初年度の2004年度に3週間の上映期間に1,800人を動員する大ヒットとなった。島田洋七原作の『佐賀のがばいばあちゃん』も人気だった。ドイツの社会派ドキュメンタリー『いのちの食べかた』などもヒットとなった。
2004年10月5日から10月8日、津大門シネマで「第2回津市民名作映画フェスティバル」が開催され、今井正監督『青い山脈』（1949年）と『また逢う日まで』（1950年）、市川崑監督『野火』（1959年）と『ぼんち』（1960年）を上映した。経済産業省の調査によると、2006年（平成18年）時点では個人経営の映画館は津大門シネマを含めて全国に61館のみだった。フィルム上映は上映時期が大都市の映画館から遅れるなどの制約があることから、2009年（平成21年）3月には約150万円を投じてBlu-ray Disc映写機を購入した。2009年時点で40年近いフィルム映写機で上映する作品もあれば、Blu-ray Disc映写機で上映する作品もあり、上映作品の幅が広がった。

### 津大門シネマの閉館
2009年（平成21年）春には観客数が以前と比べて3割ほど減少した。観客数の低迷に加えて、3D映画の上映設備等の購入が困難だったことや、支配人である谷口の体調悪化などもあり、6月中旬には閉館を決定。閉館直前の7月18日の観客数はわずか30人であり、最終回は観客がいなかったため上映をとりやめている。2009年7月20日の上映を最後として、津大門シネマは5年4か月の歴史に幕を閉じた。7月20日の最終上映作品は松坂慶子と岸部一徳主演の『大阪ハムレット』であり、閉館を見届けた40人の観客からは上映終了後に拍手が起こった。
閉館後も建物のスクリーンや赤色の座席140席はそのままで、年に1-2回の頻度で敬老会などの行事に使用されてきた。津市大門商店街商業協同組合が主催する「津の昭和展～あの頃の大門～」の一環で、2014年（平成26年）11月1日・2日には津大門シネマで名画の上映会が開催され、山田洋次監督の『男はつらいよ 寅次郎相合い傘』と小津安二郎監督の『彼岸花』が上映された。この他、2015年から開催されている「津ぅのどまんなかジャズfestival」の会場として使用されている。
建物（旧・津東宝劇場）は2009年のミニシアター閉館後も映画や演劇関連団体の事務所や喫茶店が入居していたが、2024年（令和6年）10月に解体されることになった。